# 圣阿尼奥尔-德菲内斯特拉斯
桑塔尼奥尔德菲内斯特雷斯，是西班牙加泰罗尼亚赫罗纳省的一个市镇。总面积48平方公里，总人口290人（2001年），人口密度6人/平方公里。